# John Kells Ingram
John Kells Ingram (né le 7 juillet 1823 à Templecarne près de Pettigo, comté de Donegal et mort le 1er mai 1907 à Dublin), est un poète, économiste et historien irlandais.

## Biographie
Le 13 octobre 1837, John Kells Ingram s'inscrit comme étudiant à Trinity College (Dublin), où il restera soixante-dix ans. Il y a étudié rhétorique, droit, littérature anglaise et grec.
Carrière de Ingram au Trinity College :
- 1838 Sizarship
- 1840 Senior moderatorship in mathematics
- 1842 Scholarship
- 1843 BA degree
- 1846 Fellow
- 1852 Professor of Oratory (1852 -1866)
- 1855 Professor of English Literature (1852 -1866)
- 1866 Regius Professor of Greek (1866–1877)
- 1879 College Lecturer (1879–1887)
- 1886 Senior Lecturer
- 1891 D.Litt.
- 1893 LL.D., université de Glasgow
- 1893 Registrar
- 1898 Vice Provost (1898–1899)

John Kells Ingram meurt le 1er mai 1907 au 38 Upper Mount Street à Dublin où il habitait depuis 1884 et il est inhumé au cimetière de Mount Jerome.

### Famille
John Kells Ingrams se marie le 23 juillet 1862 avec Margaret Johnston Clark, la fille de James Johnston Clark et Frances Hall.
Ses enfants :
- Francis Ernest Ingram (fils, mort 1866)
- Florence Beatrice Ingram (fille, mort 1918)
- Madeline Townley Balfour (fille, mort 1955)
- John Kells Ingram junior (fils, mort en Afrique du Sud).

## Œuvres

### Poèmes
- 1840 - Sonnets -, Dublin University Magazine
- 1843 - The Memory of the Dead (Who Fears to Speak of ’98’ ou Ninety Eight (poem))
- 1845 - The pirate's revenge, or, A tale of Don Pedro and Miss Lois Maynard, Wright, Boston 1845
- 1846 - Amelia Somers, the orphan, or, The buried alive, Wright, Boston 1846
- 1897 - Love and Sorrow, priv., Dublin 1897
- 1900 - (en) Sonnets and Other Poems, Adam & Charles Black, London (lire en ligne)

### Essais
- 1843 - Geometrical properties of certain surfaces -, Transactions of the Dublin University Philosophical Society, Vol. I, p. 57-63, 1843
- 1843 - On chordal envelopes -, Transactions of the Dublin University Philosophical Society, Vol. I, p. 156-158, 1843
- 1843 - On the properties of inverse curves and surfaces' -, Transactions of the Dublin University Philosophical Society, Vol. I, p. 159-162, 1843
- 1844 - XXVIII. New properties of surfaces of the second degree. To the editors of the Philosophical Magazine and Journal -, Philosophical Magazine Series 3, Volume 25, Issue 165 September 1844, pages 188-192
- 1861 - On the opus majus of Roger Bacon -, Proceedings of the Royal Irish Academy, Ser. 1, Vol. VII, p. 9-15, 1857-61
- 1864 - Considerations on the State of Ireland, Edward Ponsonby, Dublin 1864
- 1874 - Greek and Latin etymology in England -, Hermathena: a Dublin University review, Vol. I, No. II, p. 407-440, 1874
- 1863 - Notes on Shakespeare's historical plays -, Trinity College Library, Ms. I. 6. 40
- 1863 - A paper on the chronological order of Shakespeare's plays -, Trinity College Library, Ms. I. 6. 34
- 1863 - Latin etymological notes, by John Kells Ingram -, Dublin: National Library of Ireland, Ms. 253
- 1864 - A comparison between the English and Irish poor laws with respect to the conditions of relief -, Journal of the Statistical and Social Inquiry Society of Ireland, Vol. IV, p. 43-61, May, 1864
- 1873 - Miscellaneous notes -, Hermathena: a Dublin University review, vol. I, No. 1, p. 247-250, 1873
- 1875 - Commonplace book of J. K. Ingram, 1880-1. Address by Ingram to the Dublin Shakespearean Society, Dec. 10, 1875 -, Trinity College Library, Mss. I. 6. 36-37
- 1875 - On thama and thamakis in Pindar -, Hermathena: a Dublin University review, Vol. II, No. III, p. 217-227, 1875
- 1875 - Address at the opening of the twenty-ninth session; the organization of charity and the education of the children of the state -, Journal of the Statistical and Social Inquiry Society of Ireland, Vol. VI, p. 449-473, décembre 1875
- 1876 - Bishop Butler and Mr. Matthew Arnold, a note -, Hermathena: a Dublin University review, Vol. II, No. IV, p. 505-506, 1876
- 1876 - tional facts and arguments on the boarding-out of pauper children -, Journal of the Statistical and Social Inquiry Society of Ireland, Vol. VI, p. 503-523, February, 1876
- 1876 - Greek and Latin etymology in England, No. II. -, Hermathena: a Dublin University review, Vol. II, No. IV, p. 428-442, 1876
- 1876 - Additional facts and arguments on the boarding-out of pauper children: being a paper read before the Statistical and Social Inquiry Society of Ireland on Tuesday, 18th January, Dublin -, Edward Ponsonby, Dublin 1876
- 1878 - The Present Position and Prospects of Political Economy -, Statistical and Social Inquiry Society of Ireland, 1879 
 (Traduction française dans le Journal des économistes)
- 1880 - Work and the workman : being an address to the Trades Union Congress in Dublin, September, 1880  -, Eason & Son, Dublin 1928
- 1881 - Report of Council on Mr. Jephson's suggestions as to Census for 1881 -, Statistical and Social Inquiry Society of Ireland, 1881
- 1881 - Etymological notes on Liddell and Scott's lexicon -, Hermathena: a Dublin University review, Vol. IV, No. VII, p. 105-120, 1881
- 1881 - Work and the workman: an address to the Trades' Union Congress -, Journal of the Statistical and Social Inquiry Society of Ireland, Vol. VIII, p. 106-123, janvier 1881
- 1882 - On Two Collections of Mediaeval Moralized Tales -, Dublin 1882
- 1883 - Notes on Latin lexicography -, Hermathena: a Dublin University review, Vol, IV, No, VIII, p. 310-316, 1882, No. IX, p. 402-412, 1883
- 1896 - An address delivered before the Royal Irish Academy on February 24th, 1896 -, Royal Irish Academy, Dublin 1896
- 1888 - A correction -, Hermathena: a Dublin University review, Vol. VI, No. XIV, p. 366-367, 1888
- 1888 - On a fragment of an ante-Hieronymian version of the Gospels, in the Library of Trinity College, Dublin. See also Ser.2, Vol. III, p. 374-5, 1845-7 -, Proceedings of the Royal Irish Academy, Polite Literature and AntiquitiesSer. 2, Vol. II, p. 22-23, 1879-88
- 1888 - A History of Political Economy Edinburgh, Adam & Charles Black, Londres, 1888; Macmillan, New York 1894; McMaster University Archive for the History of Economic Thought, Dodo Press, 2008
 (Traduction française de H. de Varigny et E. Bonnemaison, 1893)
- 1888 - Essays in Political Economy -
- 1889 - Memoir of the late William Neilson Hancock -, Journal of the Statistical and Social Inquiry Society of Ireland, Vol. IX, p. 384-393, août 1889
- 1889 - Memoir of the late William Neilson Hancock, LL.D., Q.C -, Statistical and Social Inquiry Society of Ireland, 1881
- 1891 - Presidential Address reviewing the affairs of the Academy since its foundation -, Proceedings of the Royal Irish Academy, Ser. 3, vol. II, (Appendix) p. 107-28, 1891-3
- 1892 - The past and present work of the Royal Irish Academy : an address delivered at the stated meeting of that body, November 30th, 1892 -, Ponsonby & Weldrick, Dublin 1892
- 1893 - Etymological notes on Lewis and Short's Latin dictionary' -, Hermathena: a Dublin University review, Vol. VIII, No. XIX, p. 326-343, 1893
- 1893 - English translation of the first three books of Thomas a Kempis - De imitatione Christi - by JKI
- 1893 - Etymological notes on Lewis and Short's Latin dictionary - [1]
- 1895 - A History of Slavery and Serfdom, Adam & Charles Black, London 1895; Macmillan, New York 1895, (reprinted Lightning Source (2007),  (ISBN 1-43044-390-1)
- 1901 - Human nature and morals according to Auguste Comte. With notes illustrative of the principles of Positivism, Adam & Charles Black, Londres, 1901
- 1900 - Outlines of history of religion, Londres, 1900, General Books, 2009,  (ISBN 978-0-21726-725-0)
- 1904 - Practical Morals. A Treatise on Universal Education, Londres, 1904
- 1905 - The Final Transition. A Sociological Study, Londres, 1905

### Autres publications
- Encyclopædia Britannica
- Palgrave's Dictionary of Economics